# Formica forsslundi
Formica forsslundi (лат.) — редкий болотный вид средних по размеру муравьёв рода Formica (Formicidae).

## Распространение
Северная и центральная Европа: Германия, Дания, Польша, Финляндия, Швейцария, Швеция. В Беларуси известен из Житковичского, Лепельского и Шарковщинского районов. Иногда синонимами этого вида рассматриваются (Seifert, 2000) центрально-азиатские таксоны Formica brunneonitida Dlussky, 1964 (Монголия, Тибет) и Formica fossilabris Dlussky, 1965 (Тибет).
В 2021 году таксон Formica brunneonitida был восстановлен снова как отдельный вид, а Formica fossilabris признан синонимом другого вида, Formica pisarskii.

## Описание
Длина 4—6 мм (самки и самцы не крупнее рабочих: 5—6 мм). Окраска рабочих муравьёв двухцветная; голова с глубокой выемкой на затылочном крае, характерной для всех членов подрода Coptoformica. Самки с гладким блестящим телом. Самцы черные. Облигатный болотный вид. Муравейники строят на кочках из кусочков стеблей мха. Брачный лёт крылатых половых особей наблюдается в середине июля — начале августа. Новые колонии основываются молодыми самками путём социального паразитизма на базе семей Formica transkaucasica. Взрослые семьи относительно малочисленные, включат до 1500 муравьёв.

## Охранный статус
Вид занесён в Красную книгу республики Беларусь. Очень редок, численность предположительно сокращается. Основные факторы угрозы: осушение и разработка болот (в Белоруссии населяет исключительно сфагновые болота, обычно верховые, реже переходного типа).